# Ruget (okręg Gorj)
Ruget – wieś w Rumunii, w okręgu Gorj, w gminie Roșia de Amaradia. W 2011 roku liczyła 634 mieszkańców.